# Rahula

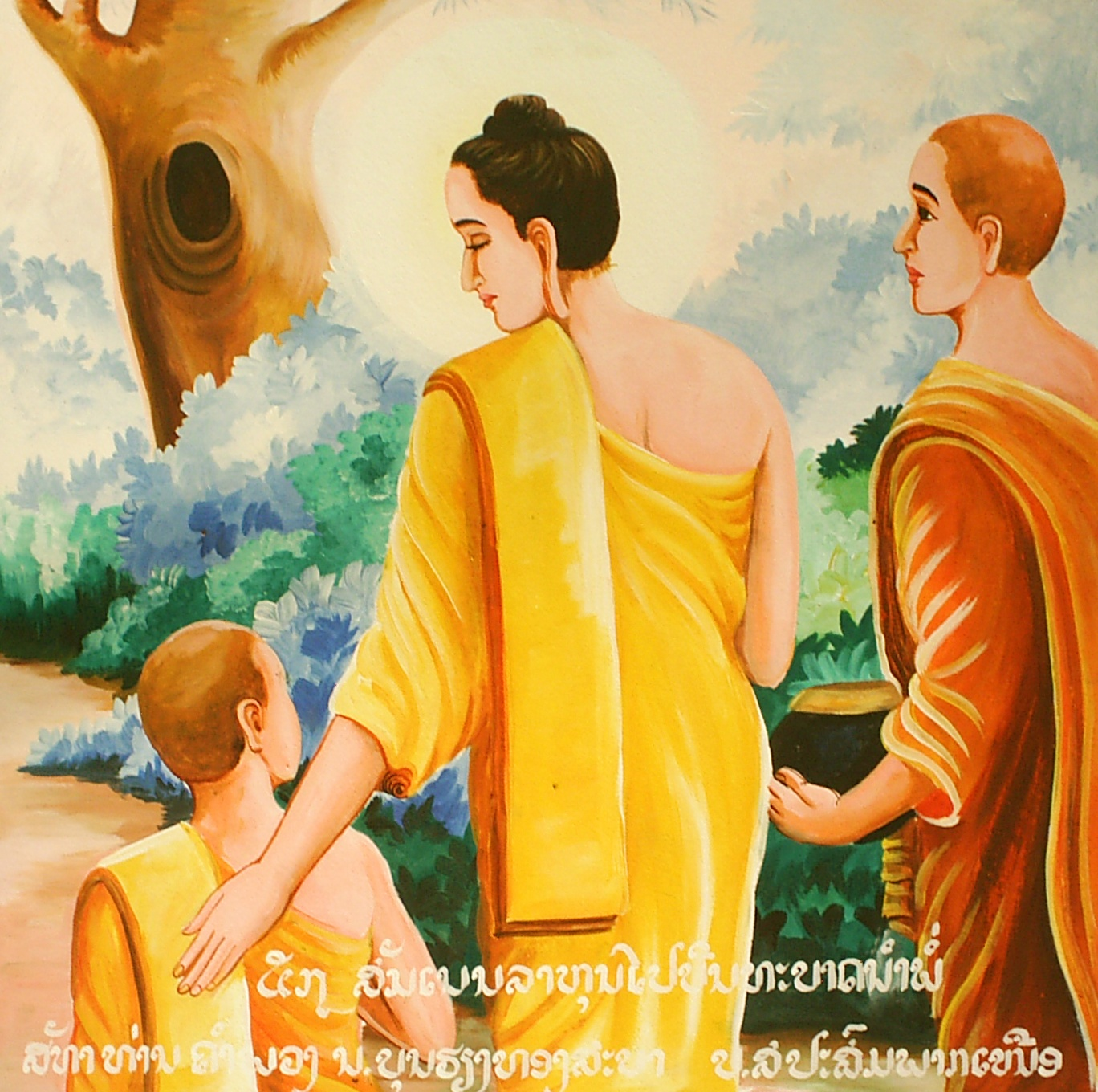
Rahula com o Buda

Rahula (ou Ráula) foi o filho de Sidarta Gautama, o Buda histórico.
O nome "Rahula" significa "amarras". De acordo com textos budistas extracanónicos, quando Sidarta Gautama tomou conhecimento do nascimento do filho decidiu de imediato seguir a vida de renúncia, por considerar esse evento como um eventual obstáculo na sua busca pela verdade. Após ter alcançado a iluminação, Buda visitou a sua terra natal, tendo a sua antiga esposa, Yashodhara, enviado Rahula junto do pai para lhe pedir a herança. Uma vez que o pai não lhe deu qualquer tipo de resposta, Rahula decidiu segui-lo.
O Buda solicitou, então, ao monge Sariputra, que ordenasse o seu filho como monge. Rahula tornou-se um dos monges mais dedicados e estudiosos. De acordo com a tradição budista, teria falecido antes do pai.